# Малишев Лог
Ма́лишев Лог (рос. Малышев Лог) — село у складі Волчихинського району Алтайського краю, Росія. Адміністративний центр та єдиний населений пункт Малишево-Логівської сільської ради.

## Населення
Населення — 1171 особа (2010; 1392 у 2002).
Національний склад (станом на 2002 рік):
- росіяни — 96 %